# 町田市立町田第三中学校
町田市立町田第三中学校（まちだしりつ まちだだいさんちゅうがっこう）は、東京都町田市本町田にある公立中学校。2020年現在の学級数は11学級、全校生徒数は367人。

## 沿革
- 1968年（昭和43年）4月1日 - 開校[1]
- 2002年（平成14年）4月1日 - 学校運営協議会が設置される

## 学区

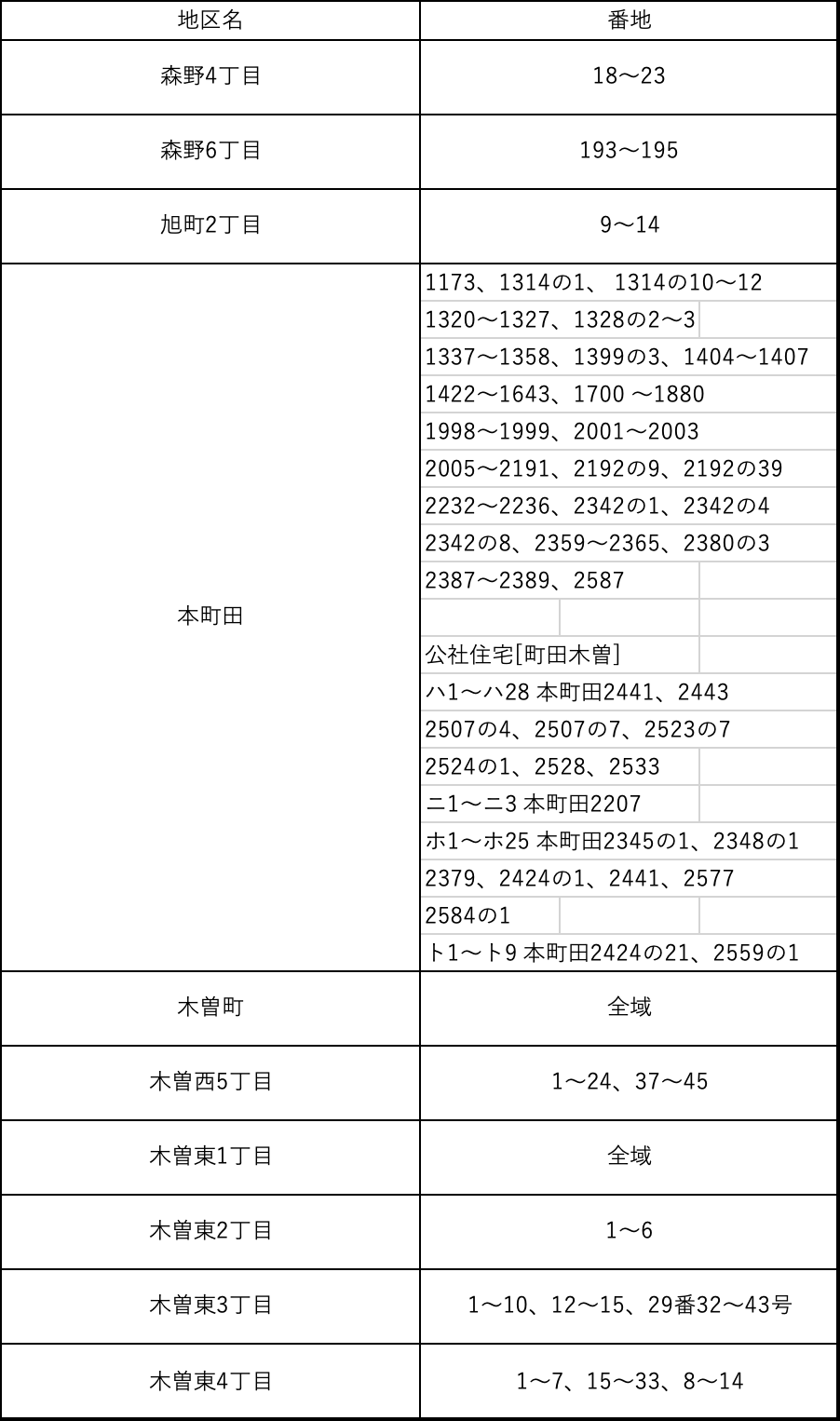

## 校歌
作詞は寺山修司、作曲は本間雅夫。

## 部活動
運動部
- サッカー部
- バドミントン部
- 空手部
- 硬式テニス部
- 女子バレーボール部
- 卓球部
- 男子バスケットボール部
- 野球部

文化部
- 家庭科部
- 吹奏楽部
- 体験活動部
- 美術・イラスト部
- 理科部

## 著名な卒業生
- 北太樹明義 - 元大相撲力士
- 豊口めぐみ - 声優
- 権東勇介 - 元プロサッカー選手
- 小林悠 - サッカー選手

## 「町田市新たな学校づくり推進計画」による影響
町田市教育委員会では「町田市新たな学校づくり推進計画」に基づき、2025年度より市内の市立小学校・中学校を統廃合・建替えが順次進められている。当校も町田市立山崎中学校と統合する予定で、現在の町田市立本町田ひなた小学校仮校舎（旧本町田小学校）の場所に新校舎が建設される予定である。当初は木曽山崎グラウンドへの新校舎建設が計画されていたが、グラウンドの代替地確保が難しいから、新校舎予定地が変更された。
当初は2031年度の新校舎完成と同時に両校の統合が計画されていたが、急激な施設整備の高騰等を受け、2025年3月に全体的な統廃合計画が見直され、当校と山崎中学校の統合は2033年度に延期された。

## 近隣の学校
小学校
- 町田市立忠生第三小学校
- 町田市立本町田ひなた小学校